# Tokyo Anyway
Pour plus de détails, voir Fiche technique et Distribution.
Tokyo Anyway est un film dramatique belge réalisé par Camille Meynard, présenté en octobre 2013 au Festival international du film francophone de Namur

## Synopsis
Faustine, Camille, Armel et Félix sont des trentenaires à un tournant de leur vie. Ils se réunissent un jour d'été pour l'anniversaire de Camille. Soirée de tous les dangers où les masques du passé vont tomber un à un.

## Fiche technique
- Titre français : Tokyo Anyway
- Réalisation : Camille Meynard
- Scénario : Camille Meynard et Samuel Malhoure
- Photographie : Léo Lefevre
- Musique : RIP Bonaparte
- Montage: Thomas Vanthuyne
- Décors : Florin Dima
- Son : Aurélien Lebourg, Morgan Souren, Hélène Lamy Au Rousseau, Jonathan Vanneste
- Production : Anton Iffland Stettner, Eva Kuperman
- Pays d'origine :  Belgique
- Genre : Film dramatique
- Durée : 70 minutes
- Dates de sortie : Belgique : 1er octobre 2014[2]

## Distribution
- Benjamin Ramon : Félix
- Violette Pallaro : Camille
- Emilie Maréchal : Faustine
- AntojO : Armel
- Sophie Maillard : Jo
- Georges Siatidis : le notaire
- Michel Carcan : Pensard
- Sandrine Laroche : Béa
- Gael Maleux : Guaino

## Nominations
- Magritte 2015 :
  - Meilleur espoir féminin pour Emilie Maréchal
  - Meilleur espoir masculin pour Benjamin Ramon